# Disney–ABC Domestic Television
Disney–ABC Domestic Television je americká televizní distribuční společnost, součást skupiny Disney–ABC Television Group a distribuční odvětví televizní sítě ABC.
Společnost byla založena v roce 1983 jako Walt Disney Domestic Television Distribution, o dva roky později byla přejmenována na Buena Vista Television. Současný název společnost získala v roce 2007. K distribuovaným pořadům patří např. seriály Alias, Můj přítel Monk, Zoufalé manželky, Chirurgové a Vražedná práva.